# Коттарії
Котта́рії (лат. cottarii, однина cottarius) — категорія малоземельного залежного селянства у середньовічних Англії та Шотландії. Від основної маси особисто залежних селян (вілланів в Англії, хазбендменів у Шотландії) коттарії відрізнялись незначними розмірами наділів і відносно необтяжливими відробітковими повинностями, що перетворювало цю верству у сільськогосподарських найманих працівників.

## Коттарії в Англії
Вперше категорія коттаріїв згадується у «Книзі Страшного суду» 1086 р. Згідно з цим документом коттарії (разом із бордаріями) становили близько 32 % населення Англії, що приблизно відповідало чисельності основної маси залежних селян — вілланів. Очевидно, що своє походження коттарії англо-нормандського періоду вели від англосаксонських котсетлів, напівільних малоземельних селян.
У правовому відношенні коттаріїв не можна було відрізнити від іншої маси залежних селян і протистояли вільним та сокменам. Та у соціальному плані вони становили окрему групу. Зумовлюючим критерієм для віднесення у категорію коттаріїв був розмір земельного наділу: коттарій мав дуже незначну ділянку, звичайно менше половини віргати (не більше 5 акрів), недостатній для утримання його сім'ї. Іноді коттарії взагалі не мали наділу. З усіх груп селян середньовічної Англії коттарії були самими малоземельними. Це змушувало їх найматись на роботу до феодалів та заможних селян. Тим не менш, відробіткова повинність коттаріїв була відносно слабкою: вони залучались до сільськогосподарських робіт на панській землі звичайно на строк в 1 день на тиждень і 2 у періоди посіву та жнив. Головним зайняттям представників цієї групи були допоміжні роботи та ремесло: коттарії ставали сільськими теслями, пастухами, ковалями, шевцями. З розвитком товарності аграрного виробництва в Англії коттарії склали ядро сільських найманих працівників — основного джерела трудових ресурсів для сукноробної та шерстепрядильної промисловості, що швидко розвивались. Частину цієї продукції коттарії віддавали своєму феодальному сеньйорові як оброк.
Від назви «коттарій» виникло слово «котедж» (англ. cottage), яке початково означало комплекс власності коттарія: маленький дім та невеличка земельна ділянка.

## Бордарії
З коттаріями зазвичай ототожнюють бордаріїв (лат. bordarii). Судячи з усього це різні назви однієї і тієї ж категорії залежних селян, що використовувались у різних частинах Англії: у «Книзі Страшного суду» коттарії складають більшість селянського населення у Кенті, Суссексі, Сурреї, Мідлсексі, Вілтширі, Дорсеті, Сомерсеті, Беркширі, Гертфордширі та Кембриджширі, тоді як бордарії згадуються в основному у графствах заходу Середньої Англії. Але той факт, що у деяких графствах (Мідлсекс, Вілтшир, Вустершир) обидві категорії були присутні одночасно, дав можливість деяким історикам припустити, що бордарії відрізнялись від коттаріїв дещо більшим розміром наділу (від половини віргати до гайди) і, відповідно, у соціальній ієрархії займали позицію вище коттаріїв, але нижче вілланів.

## Коттарії в Шотландії
Виникнення прошарку коттаріїв у Шотландії відноситься до XII століття, коли у країну почали активно проникати англо-нормандські інститути та правові норми. Скоріш за все, одним з попередників коттаріїв, як соціального прошарку, були fugitivi XI століття. У Шотландії, як і в Англії, коттарії являли собою найбільш малоземельну категорію селянства. Шотландський коттарій зазвичай володів наділом розміром від половини акра до 6 акрів, що було абсолютно недостатньо для підтримки життєдіяльності його родини. Як наслідок, коттарії вимушені були найматись на роботи до феодалів та заможним селянам. Уніфікація категорій залежного селянства у Шотландії була повільнішою, ніж в Англії, і категорія коттаріїв як окремий соціальний прошарок продовжувала існувати протягом усього Середньовіччя. Очевидно, також, що ця категорія селянства була широко розповсюджена у рівнинній частині країни — регіонах з найбільшим англійським впливом, тоді як у Гайленді формування коттаріїв, як окремого шару не була завершена.
Джерела по аграрній історії Шотландії набагато більш фрагментарні, ніж англійські, але дозволяють оцінити приблизний обсяг повинностей коттаріїв: вони були зобов'язані працювати на доменіальних землях сеньйора 6-9 днів у жнива, здійснювати збір сіна у скирти в період сінокосу 2 дні на тиждень, заготовлювати торф, доставляти овець для їх обстригання, виконувати періодичні допоміжні роботи у господарстві землевласника та щорічно платити невеликий оброк (зазвичай не більше 1 шилінга). Оскільки коттарії не мали свого великого рогатої худоби, то для обробки землі вони використовували ручні плуги. Обсяг повинностей коттаріїв залежав від традицій даного регіону країни та норм, прийнятих у конкретному маєтку. Повинності встановлювались не індивідуально, в залежності від розмірів наділу кожного коттарія, а колективно — для всіх коттаріїв села. За свою роботу коттарії отримували від землевласника продукти харчування. Для Шотландії також було характерним те, що феодали не прагнули чіткі повинності для коттаріїв, орієнтуючись у першу чергу на більш забезпечений шар хазбендменів. Останні, у свою чергу, використовували коттаріїв для виконання власних відпрацювальних повинностей перед сеньйором.
З XIV століття відробіткові повинності коттаріїв стали комутуватись у грошову ренту. Це прискорило процес звільнення коттаріїв від особистої залежності та перетворення їх у категорію сільських найманих працівників.